# John Constable

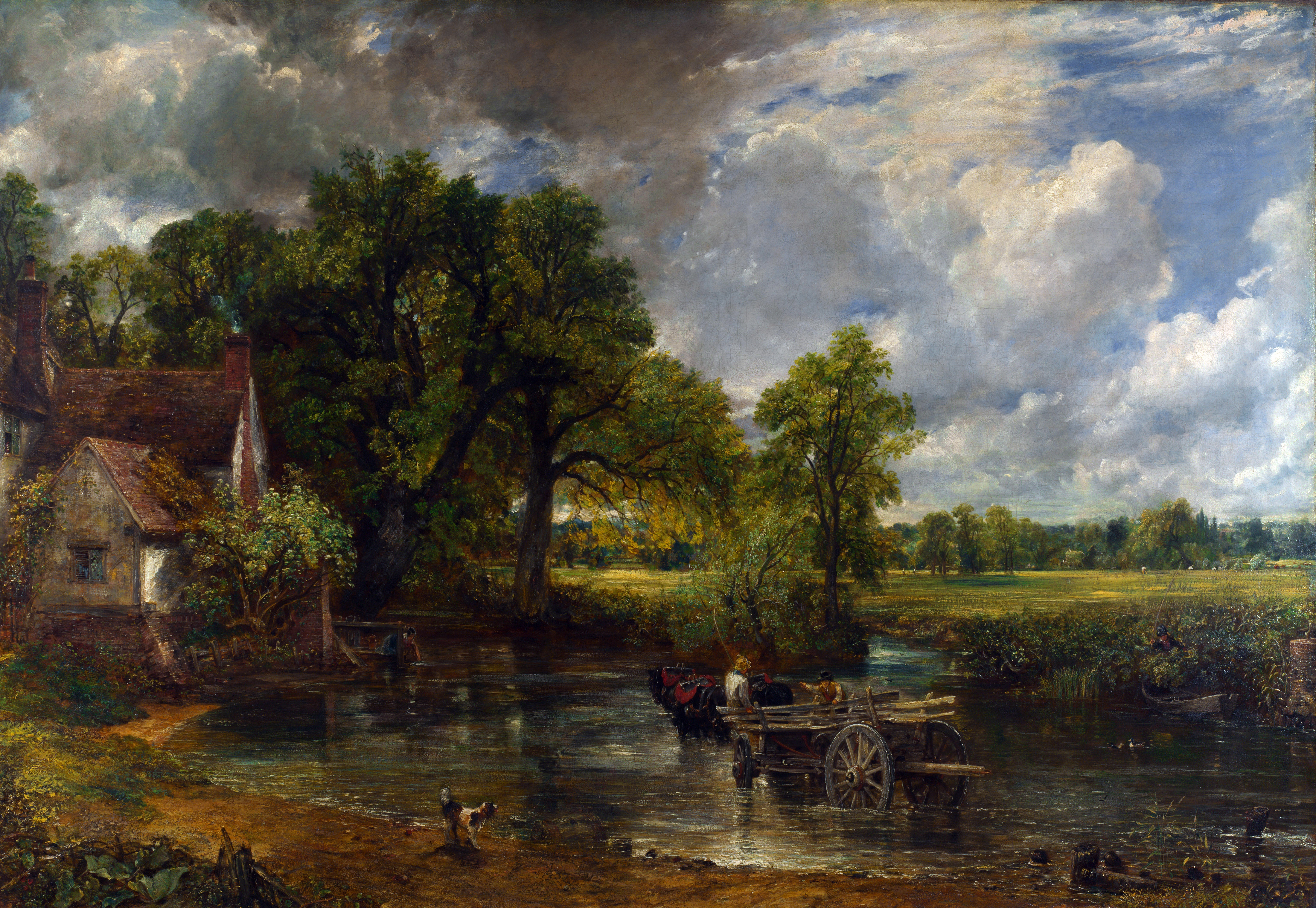
De hooiwagen, 1821, National Gallery, Londen

John Constable (East Bergholt, 11 juni 1776 – Londen-Hampstead, 31 maart 1837) was een Engels landschapschilder en aquarellist van het romantisch realisme. De techniek van zijn meeste werken was olieverf op doek. Soms gebruikte hij olieverf op papier of schilderde hij een aquarel.

## Levensloop
Constable werd geboren in East Bergholt in het graafschap Suffolk. Dit dorp ligt aan de rivier de Stour. Hij was een zoon van Golding en Ann (Watts) Constable. Zijn vader was een rijke graanhandelaar, eigenaar van Flatford Mill in East Bergholt en later van Dedham Mill in Essex.
Omwille van de financiële zekerheid die hij nodig had, werkte hij aanvankelijk in de onderneming van zijn vader, Golding Constable, een welvarend brouwer en handelaar in granen. In 1799 overtuigde hij zijn vader ervan om hem voor een carrière in de kunst te laten kiezen en Golding kende hem een kleine jaarlijkse toelage toe. In datzelfde jaar trok hij naar Londen, waar hij les nam aan de Royal Academy of Arts. Later ging hij terug naar Suffolk, waar hij zijn meest beroemde werken maakte. Pas in 1820 kreeg hij erkenning voor zijn schilderijen.
Tijdens zijn leven verkocht Constable slechts 20 schilderijen in Engeland, terwijl hij er in Frankrijk meer verkocht in slechts enkele jaren tijd. Zijn collega Géricault bewonderde zijn landschappen en sprak er met lof over in het Franse milieu van kunstenaars en kunsthandelaars. Met The Hay Wain (nu in de National Gallery, Londen) won hij de gouden medaille op de Parijse Salon voor schilderkunst van 1824.
Het gebied rond Dedham Vale, langs de rivier de Stour in Suffolk, staat bekend als 'Constable Country'. De kleine hoeve aan de Stour die het onderwerp van een van zijn beroemdste schilderijen, The Haywain (de hooiwagen) is, was vlak bij de watermolen Flatford Mill gelegen. Deze watermolen was eigendom van zijn vader. Een ander bekend werk is Hampstead Heath.
Constable trouwde in 1816 met Maria Bicknell, na lang afgewezen te zijn door haar vader, omdat die hem niet goed genoeg vond als schoonzoon. Maria's grootvader had er zelfs mee gedreigd zijn kleindochter te onterven in geval van een huwelijk, omdat hij de Constables niet gelijkwaardig vond op sociaal vlak. Zij kreeg zeven kinderen, waarna zij in 1828 overleed aan tuberculose.

## Schilderstijl en invloed
Constable was vooral geïnteresseerd in lichteffecten en wolkenluchten. Hierbij haalde hij inspiratie uit de Nederlandse schilderkunst uit de Gouden Eeuw. Claude Lorrain en Jacob van Ruysdael waren zijn grote voorbeelden. Hij probeerde de natuur zo waarheidsgetrouw mogelijk af te beelden en ging later in zijn carrière in de open lucht schilderen. Zijn weergave van de natuur zorgt ervoor dat hij wordt gezien als een belangrijke voorloper van de Romantiek. Constable rebelleerde in stilte tegen de opvatting die kunstenaars leerde hun verbeelding te gebruiken om hun schilderijen te maken in plaats van naar de natuur zelf te kijken. Hij vertelde zijn vriend en biograaf Charles Leslie, "Wanneer ik ga zitten om een schets naar de natuur te maken, is het eerste wat ik probeer te doen, te vergeten dat ik ooit een schilderij gezien heb."
Hij werkte soms lang door aan een schilderij, zelfs als het al tentoongesteld was geweest en gebruikte later ook het paletmes om verf aan te brengen. Aan The Opening of Waterloo Bridge seen from the Whitehall Stairs, June 18th 1817 heeft hij vijftien jaar gewerkt.
Zijn stijl inspireerde niet alleen tijdgenoten zoals Géricault en Delacroix, maar ook de school van Barbizon en de Franse impressionisten van de late negentiende eeuw.

## Collecties
Een deel van de aan hem toegeschreven werken wordt tegenwoordig geacht door zijn zoons te zijn gemaakt. Belangrijke collecties van Constables werk bevinden zich in de National Gallery, de National Gallery of Scotland te Edinburgh, de Tate Gallery, Royal Academy of Arts en het Victoria and Albert Museum in Londen. In de Alte Nationalgalerie te Berlijn bevindt zich een vroeg werk, nl. The Stour Valley from Higham (1804). Ook Somerville College van de Universiteit van Oxford bevat een werk van hem.

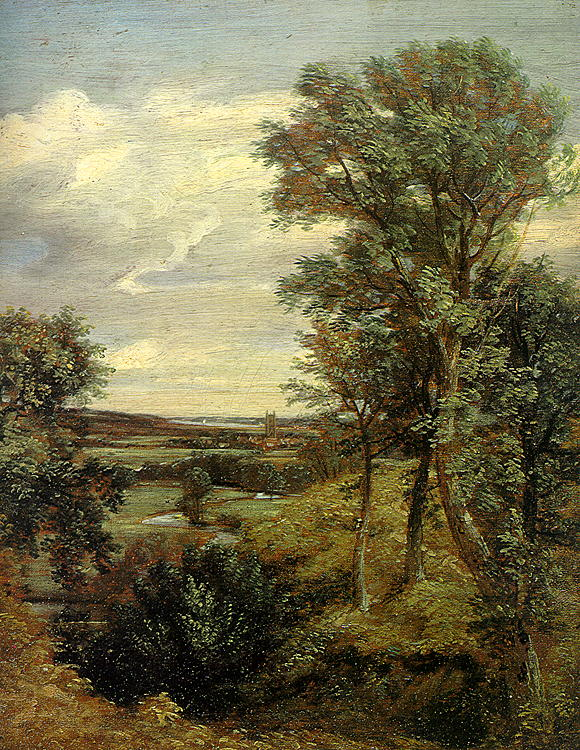
Dedham Vale, 1802, Victoria & Albert Museum, Londen
Maria Bicknell, portret van zijn echtgenote, 1816, Tate Britain, Londen
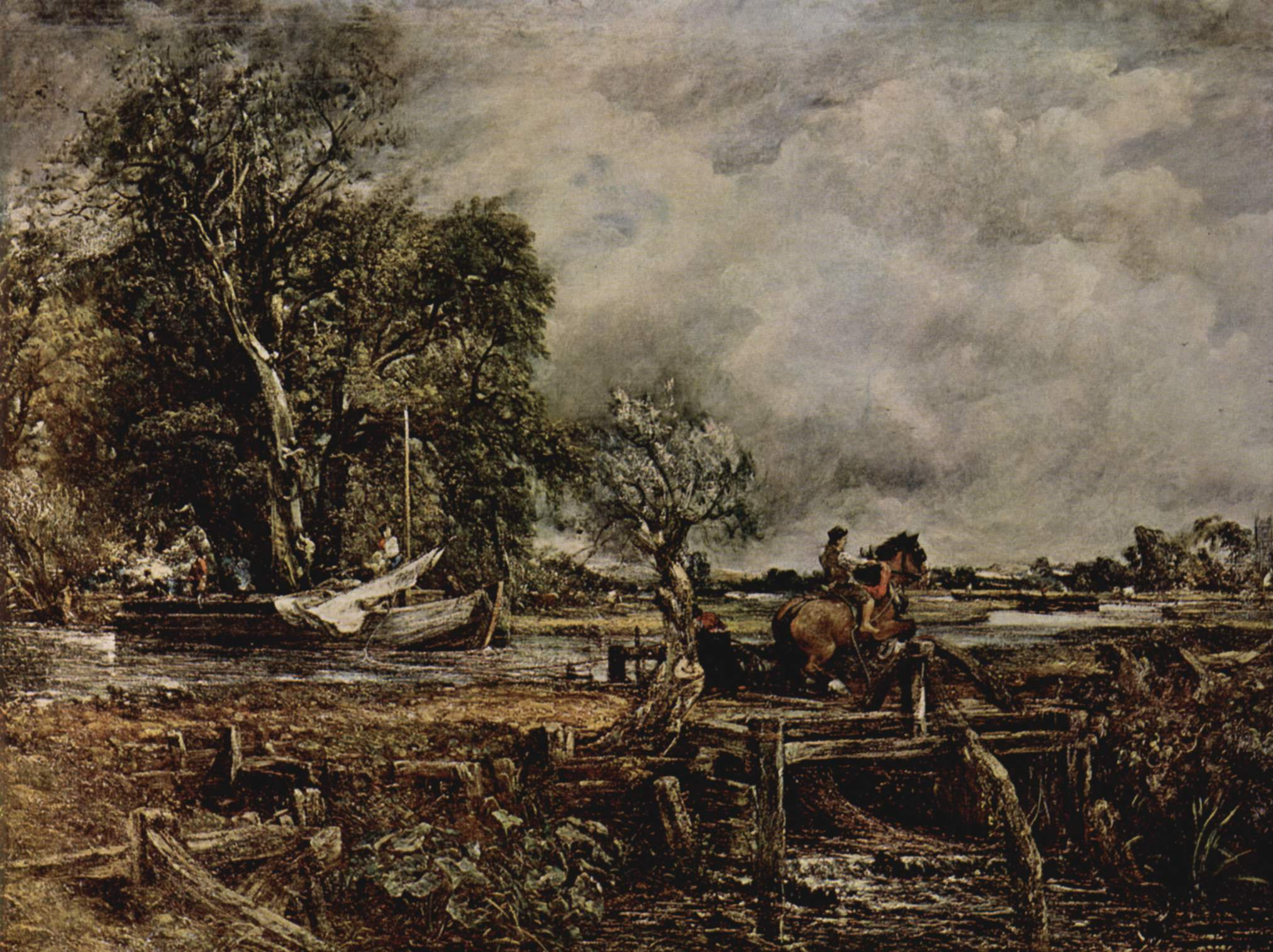
The Leaping Horse, 1825, Royal Academy of Arts, Londen
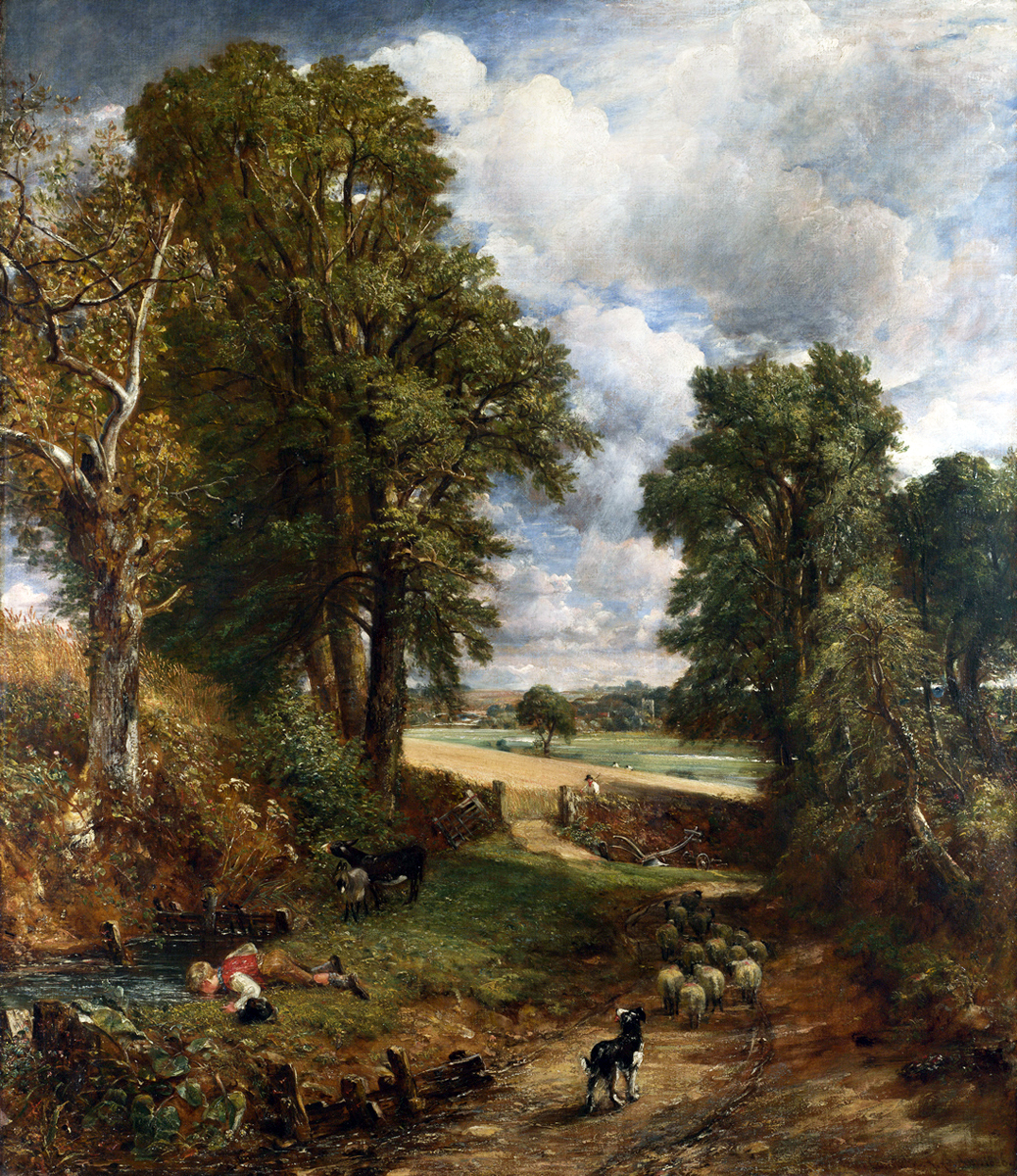
The Cornfield, 1826, National Gallery, Londen
Dedham Vale, 1828, Scottish National Gallery, Edinburgh
The Opening of Waterloo Bridge ('Whitehall Stairs, June 18th, 1817'), 1831/32, Tate Britain, Londen